# 778 Theobalda
778 Theobalda је астероид главног астероидног појаса са пречником од приближно 64,06 .
Афел астероида је на удаљености од 3,980 астрономских јединица (АЈ) од Сунца, а перихел на 2,393 АЈ.
Ексцентрицитет орбите износи 0,249, инклинација (нагиб) орбите у односу на раван еклиптике 13,685 степени, а орбитални период износи 2078,110 дана (5,689 година).
Апсолутна магнитуда астероида је 9,66 а геометријски албедо 0,058.
Астероид је откривен 25. јануара 1914. године.